# 皇甫鏞
皇甫镛（?—?），字龢卿，唐朝泾州临泾县（今甘肃省庆阳市镇原县）人，祖籍安定郡朝那县（今宁夏回族自治区固原市彭阳县），常州刺史皇甫愉之子，皇甫镈之兄。
皇甫镛进士擢第，历任宣歙、凤翔节度使府从事，入朝为殿中侍御史，历任比部员外郎、河南县令、都官郎中、河南少尹。皇甫镈为宰相，领度支，权宠太盛。皇甫镛任河南少尹，每弟兄宴会时，他经常极言劝诫，皇甫镈很不高兴。皇甫镛于是求为分司，为太子右庶子。皇甫镈获罪，朝廷知皇甫镛有先见之明，不加罪，征为国子祭酒，改任太子宾客、秘书监。唐文宗开成初年，担任太子少保分司，官至银青光禄大夫、上柱国、太子少保、安定县男。四十九岁去世。皇甫镛工于诗文，为人寡言正色，衣冠伟丽，乐道自怡，不屑世务，所交都是知名之士。有《皇甫镛集》十八卷，著《性言》十四篇。其子皇甫璥、皇甫珧。